# Décès en mai 2006
Décès
- 2002
- 2003
- 2004
- 2005
- 2006
- 2007
- 2008
- 2009
- 2010

Pour une information complémentaire, voir la page d'aide.

| Date    | Nom                      | Activités | Âge | Source |
| ------- | ------------------------ | --- | --- | ------ |
| 1er mai | Big Hawk                 | rappeur américain | 36  |        |
| 1er mai | René-Georges Laurin      | homme politique français. Député du Var de 1958 à 1967, Sénateur du Var de 1986 à 2004.                                                   | 84  |        |
| 1er mai | Raúl Primatesta          | cardinal argentin. Archevêque émérite de Cordoba                                                                                          | 87  |        |
| 3 mai   | Karel Appel              | peintre néerlandais | 85  |        |
| 3 mai   | Earl Woods               | architecte américain. Père du golfeur américain Tiger Woods.                                                                              | 74  |        |
| 4 mai   | Alejandra Boero (en)     | actrice argentine | 88  |        |
| 5 mai   | Zoe Dumitrescu-Busulenga | académicienne roumaine | 85  |        |
| 5 mai   | Raymond Grandjean        | peintre et écrivain français | 76  |        |
| 5 mai   | Naushad                  | musicien indien | 86  |        |
| 5 mai   | Atıf Yılmaz              | réalisateur, scénariste et producteur turc                                                                                                | 80  |        |
| 6 mai   | Konstantin Beskov        | Footballeur international Soviétique devenu entraîneur.                                                                                   | 85  |        |
| 6 mai   | Lillian Gertrud Asplund  | dernière survivante américaine du Titanic                                                                                                 | 99  |        |
| 6 mai   | Shigeru Kayano           | homme politique japonais | 79  |        |
| 6 mai   | Grant McLennan           | compositeur et chanteur australien | 48  |        |
| 6 mai   | Jean-Michel Mension      | journaliste et écrivain français | 71  |        |
| 6 mai   | Herbert Raditschnig      | cameraman alpin autrichien de renommée internationale. Il a travaillé avec Roger Moore et Pierce Brosnan entre autres.                    | 72  |        |
| 6 mai   | Lorne Saxberg            | présentateur et journaliste de radio et de télévision canadien                                                                            | 48  |        |
| 7 mai   | André Moulinier          | compagnon de la Libération | 83  |        |
| 7 mai   | Stella Sigcau            | femme politique sud-africaine. Ministre des entreprises publiques de 1994 à 1999. Ministre des Travaux publics depuis 1999.               | 69  |        |
| 7 mai   | Jocelyn Simon            | homme politique britannique | 95  |        |
| 8 mai   | Pierre Chevalley         | peintre suisse | 80  |        |
| 8 mai   | Barbara Schwartz (en)    | peintre américaine | 58  |        |
| 9 mai   | Milan Bauer              | violoniste français | 74  |        |
| 9 mai   | Mony Dalmès              | comédienne française | 91  |        |
| 9 mai   | Jerzy Ficowski           | poète polonais | 81  |        |
| 10 mai  | Val Guest                | scénariste et réalisateur britannique | 94  |        |
| 10 mai  | John Hicks               | pianiste américain | 64  |        |
| 10 mai  | Soraya                   | chanteuse colombo-américaine | 37  |        |
| 10 mai  | Alexandre Zinoviev       | écrivain russe. Ancien dissident soviétique, ardent critique de la perestroïka                                                            | 83  |        |
| 11 mai  | Yossi Banaï              | chanteur israélien | 74  |        |
| 11 mai  | Ali Bellagha             | peintre tunisien | 82  |        |
| 11 mai  | Christiane Muller        | actrice française | 74  |        |
| 11 mai  | Michael O'Leary          | homme politique irlandais. Ministre des Arts, du Sport et du Tourisme depuis 2002.                                                        | 70  |        |
| 11 mai  | Floyd Patterson          | ancien boxeur américain | 71  |        |
| 12 mai  | Hussein Maziq            | homme politique libyen. Ministre des Affaires étrangères de 1964 à 1965 et premier ministre de 1965 à 1967.                               | 88  |        |
| 13 mai  | Umberto Colombo          | scientifique et homme politique italien                                                                                                   | 78  |        |
| 13 mai  | Joan Diener              | chanteuse et actrice américaine | 76  |        |
| 13 mai  | Jaroslav Pelikan         | historien américain | 82  |        |
| 13 mai  | Fernandino Tacconi       | dessinateur italien | 84  |        |
| 14 mai  | Stanley Kunitz           | poète et traducteur américain | 100 |        |
| 15 mai  | Chic Hecht (en)          | homme politique américain. Sénateur du Nevada de 1983 à 1989 et Ambassadeur aux Bahamas de 1990 à 1993.                                   | 77  |        |
| 15 mai  | Cheikha Remitti          | chanteuse algérienne | 83  |        |
| 15 mai  | André Labarrère          | homme politique français, maire de Pau | 78  |        |
| 16 mai  | Tomas Olsson             | aventurier suédois | 30  |        |
| 16 mai  | Christophe de Ponfilly   | journaliste, cinéaste et écrivain français                                                                                                | 55  |        |
| 16 mai  | Jorge Porcel             | comédien et animateur de télévision argentin                                                                                              | 69  |        |
| 17 mai  | Eva-Maria Bauer          | actrice allemande | 82  |        |
| 17 mai  | Daniel Owino Misiani     | musicien kényan d'origine tanzanienne | 66  | (en)   |
| 19 mai  | Itshak Ben Aharon        | homme politique israélien. Ministre des Transports de 1959 à 1962.                                                                        | 99  |        |
| 20 mai  | Anne-Marie Casteret      | journaliste française | 57  |        |
| 20 mai  | Sana Younès              | comédienne égyptienne | 64  |        |
| 21 mai  | Katherine Dunham         | danseuse et chorégraphe américaine | 96  |        |
| 21 mai  | Georges Frischmann       | homme politique français. Député européen de 1979 à 1984.                                                                                 | 86  |        |
| 21 mai  | Pierre Gobeil            | acteur québécois | 68  |        |
| 21 mai  | Edward Kawak             | culturiste français | 47  |        |
| 21 mai  | Jean-Louis de Rambures   | journaliste français | 76  |        |
| 22 mai  | Lee Jong-wook            | directeur général de l'Organisation mondiale de la santé                                                                                  | 61  |        |
| 23 mai  | Philippe Amaury          | PDG du groupe de presse français Amaury qui comprend notamment Le Parisien/Aujourd'hui en France et L'Équipe.                             | 66  |        |
| 23 mai  | Lloyd Bentsen            | homme politique américain | 85  |        |
| 23 mai  | Roger Camille            | auteur de bande dessinée sous le pseudonyme Kiko.                                                                                         | 69  |        |
| 23 mai  | Heather Crowe            | militante canadienne | 61  |        |
| 23 mai  | Max Meynier              | animateur de radio française | 68  |        |
| 24 mai  | Claude Piéplu            | comédien français | 83  |        |
| 25 mai  | Desmond Dekker           | chanteur et compositeur jamaïcain-irlandais                                                                                               | 64  |        |
| 25 mai  | Lars Gyllensten          | romancier suédois | 84  |        |
| 25 mai  | Wilfrid Perraudin        | peintre et vitrailliste français | 93  |        |
| 26 mai  | Édouard Michelin         | PDG du groupe Michelin | 42  |        |
| 26 mai  | Raymond Triboulet        | premier sous-préfet des régions libérées en juin 1944                                                                                     | 99  |        |
| 27 mai  | Romeo Lucas García       | président du Guatemala de 1978 à 1982. | 81  |        |
| 27 mai  | Paul Gleason             | acteur américain | 62  |        |
| 27 mai  | Robert Parienté          | journaliste français. Directeur de la rédaction de L'Équipe de 1980 à 1986.                                                               | 75  |        |
| 27 mai  | Alex Toth                | dessinateur de bande dessinée américain                                                                                                   | 77  |        |
| 28 mai  | Viktor Fischl            | écrivain et diplomate israélien-tchèque                                                                                                   | 93  |        |
| 28 mai  | Johnny Servoz-Gavin      | pilote automobile français | 64  |        |
| 28 mai  | Juan Vila                | Footballeur franco-espagnol. | 89  |        |
| 29 mai  | Jacques Bouchard         | publicitaire québécois | 75  |        |
| 29 mai  | Umberto Masetti          | motocycliste italien | 80  |        |
| 29 mai  | Bra'ha Ramot             | professeur israélienne. Lauréate du Prix Israël de la médecine. Fondatrice de la faculté de médecine de l'université Sackler de Tel-Aviv. | 79  |        |
| 30 mai  | Peter Borsari            | photographe américain d'origine suisse | 67  |        |
| 30 mai  | Shōhei Imamura           | metteur en scène japonais | 79  |        |
| 30 mai  | Robert Sterling          | acteur américain | 88  |        |
| 31 mai  | Pierre Gautiez           | peintre, illustrateur et critique d'art français                                                                                          | 83  |        |
| 31 mai  | Flavio Pontello          | homme d'affaires italien | 82  | (it)   |